# Municipio de Buchanan (condado de Douglas)
El municipio de Buchanan (en inglés: Buchanan Township) es un municipio ubicado en el condado de Douglas en el estado estadounidense de Misuri. En el año 2010 tenía una población de 317 habitantes y una densidad poblacional de 4,51 personas por km².

## Geografía
El municipio de Buchanan se encuentra ubicado en las coordenadas 36°53′4″N 92°52′50″O / 36.88444, -92.88056. Según la Oficina del Censo de los Estados Unidos, el municipio tiene una superficie total de 70.27 km², de la cual 70,25 km² corresponden a tierra firme y (0,03 %) 0,02 km² es agua.

## Demografía
Según el censo de 2010, había 317 personas residiendo en el municipio de Buchanan. La densidad de población era de 4,51 hab./km². De los 317 habitantes, el municipio de Buchanan estaba compuesto por el 96,53 % blancos, el 0,95 % eran amerindios, el 0,63 % eran asiáticos y el 1,89 % eran de una mezcla de razas. Del total de la población el 0 % eran hispanos o latinos de cualquier raza.